# Tambovska oblast
Tambovska oblast (rusko Тамбо́вская о́бласть) je oblast v Rusiji v Osrednjem federalnem okrožju. Na severu meji na Rjazansko oblast, na vzhodu na Penzensko oblast, na jugu na Saratovsko oblast, na jugozahodu in zahodu na Voroneško oblast in na severozahodu na Lipecko oblast. Ustanovljena je bila 27. septembra 1937.